# Villecerf
Villecerf ist eine französische Gemeinde mit 723 Einwohnern (Stand 1. Januar 2022) im Département Seine-et-Marne in der Region Île-de-France.

## Geographie
Der zum Gemeindeverband Communauté de communes Moret Seine et Loing gehörende Ort befindet sich sechs Kilometer südlich von Moret-sur-Loing an der Landstraße D403.

## Sehenswürdigkeiten
- Kirche Saint-Martin, erbaut ab dem ausgehenden 12. Jahrhundert
- Schloss Saint-Ange, erbaut im 16. Jahrhundert (Monument historique)

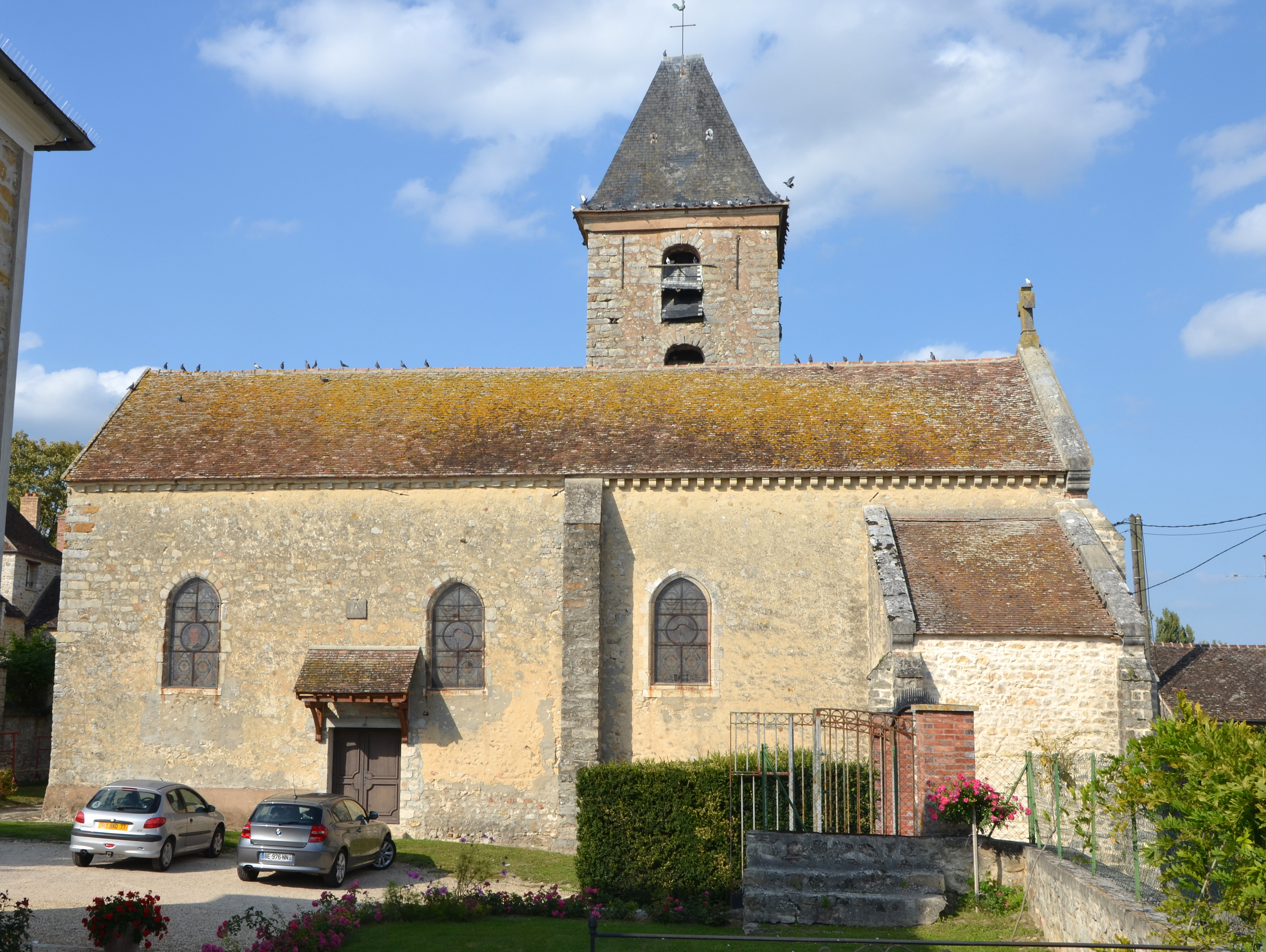
Kirche Saint-Martin